# Rhanidophora piguerator
Rhanidophora piguerator is een vlinder uit de familie spinneruilen (Erebidae). De wetenschappelijke naam is voor het eerst geldig gepubliceerd in 1926 door Hampson.
De soort komt voor in tropisch Afrika.